# District Tenkinski
Het district Tenkinski (Russisch: Тенькинский район; Tenkinski rajon) is een van de 8 gemeentelijke districten van de Russische oblast Magadan. Het bestuurlijk centrum is de plaats Oest-Omtsjoeg, dat op ongeveer 264 kilometer van Magadan ligt. De bevolking daalde in de jaren na de val van de Sovjet-Unie met 68,8%; van 25.962 personen in 1989 naar 8.109 personen in 2002.

## Geografie
Het district werd op 2 december 1953 geformeerd binnen de kraj Chabarovsk en werd 1 dag later het zuidwestelijkste onderdeel van de nieuwe oblast Magadan.
Het district grenst in het noorden aan de districten Soesoemanski en Jagodninski, in het oosten aan het district Chasynski, in het zuiden aan het district Olski en in het westen aan het stedelijk district van Magadan en de grens met de kraj Chabarovsk.

## Economie en transport
In het district bevindt zich vooral mijnbouw in met name goud. Door het district loopt ook de kortste route naar de Kolymarivier en de autonome republiek Jakoetië.
Het vervoer van de landbouwproducten vindt plaats via luchthaven Sejmtsjan, de Kolymarivier en de autowegen die het district verbinden met andere plaatsen in de oblast.

## Plaatsen
Andere plaatsen in het district zijn Belova (s), Gvardejets (p), Jana (p), (Imena) Matrosova (s), Moj-Oeroesta (s), Nelkova (p), Obo (p), Orotoek (s) en Transportny (p). Transportny had ongeveer 280 inwoners in 2005 en was daarmee een van de grootste plaatsen zonder lokaal zelfbestuur in het district.
Bestuurlijk centrum:Magadan

Soesoeman

Districten: Chasynski · Jagodninski · Olski · Omsoektsjanski · Severo-Evenski · Soesoemanski · Srednekanski · Tenkinski